# Aksel V. Johannesen
Aksel Vilhelmsson Johannesen (ur. 8 listopada 1972 w Klaksvík) – polityk farerski. Premier Wysp Owczych z ramienia Farerskiej Partii Socjaldemokratycznej od 15 września 2015 roku do 14 września 2019 roku oraz ponownie od 22 grudnia 2022 roku.
W latach 2009–2011 był ministrem zdrowia, a w 2011 roku ministrem finansów.